# Willy Oliveira
Willy Corrêa de Oliveira (* 11. Februar 1938 in Recife) ist ein brasilianischer Komponist.
Oliveira studierte in São Paulo bei George Olivier Toni und nahm an den Darmstädter Ferienkursen für Neue Musik bei Henri Pousseur, Luciano Berio, Karlheinz Stockhausen und Pierre Boulez teil. Er arbeitete dann in den Elektronischen Studios der Hochschule für Musik Karlsruhe, des Westdeutschen, Italienischen und Französischen Rundfunks. 
Später unterrichtete er am Konservatorium von Santos Musiktheorie und Komposition und an der Universität von São Paulo Komposition. Er komponierte Orchester- und kammermusikalische Werke, Gesänge nach Texten portugiesischer Trobadors, Chorwerke, Film- und Schauspielmusiken.

## Quelle
- Alfred Baumgartner: Propyläen Welt der Musik: die Komponisten, Band 4, Berlin, Frankfurt 1989, ISBN 354907834X, S. 199

| Personendaten    | Personendaten                                  |
| ---------------- | ---------------------------------------------- |
| NAME             | Oliveira, Willy                                |
| ALTERNATIVNAMEN  | Oliveira, Willy Corrêa de (vollständiger Name) |
| KURZBESCHREIBUNG | brasilianischer Komponist                      |
| GEBURTSDATUM     | 11. Februar 1938                               |
| GEBURTSORT       | Recife                                         |